# 鹽水歡雅國小原大禮堂及時鐘座
23°17′35″N 120°14′37″E / 23.29303°N 120.24362°E
鹽水歡雅國小原大禮堂及時鐘座位於臺灣臺南市鹽水區歡雅里，於民國九十三年（2004年）9月22日公告為歷史建築。其中大禮堂建於民國四十五年（1956年），曾暫時充作教室與辦公室使用；時鐘座是由二次大戰後第七屆校友所捐贈，設於民國四十一年（1952年）。

## 沿革
禮堂與時鐘座所在的鹽水歡雅國小是鹽水區歷史第二久的國小，日大正八年（1919年）3月27日時創立時是「鹽水港公學校番子厝分校」。番仔厝是歡雅里的舊地名，歡雅即番仔的諧音。該校於大正十一年（1922年）3月31日獨立成「番子厝公學校」，昭和年間又改為「番子厝國民學校」。二次大戰結束進入民國時期後，先是改為「鹽水鎮第二國民學校」，不久改成「鹽水鎮歡雅國民學校」，到了1968年才改為「鹽水鎮歡雅國民小學」，而後又因2010年的行政區劃改制改成今名。
大禮堂興建於民國四十五年（1956年）5月，約一年多後才落成。該建築在剛落成時由於學生數過多，新校舍又尚未完工，所以禮堂的一部分與原作為教師辦公室的舊校舍被拿來當作教室使用，而禮堂的另一部分則作為教師辦公室。民國七十八年（1989年）時鹽水鎮長邱廖芸華曾爭取百萬經費將屋頂黑瓦更換成紅色鋁鋅鋼板。
時鐘座則是由該校戰後第七屆校友捐錢所興建，於民國四十一年（1952年）落成。最初位置是在一進校門口便可看到的地方，後來因興建辦公室而挪動至今址。

## 建築

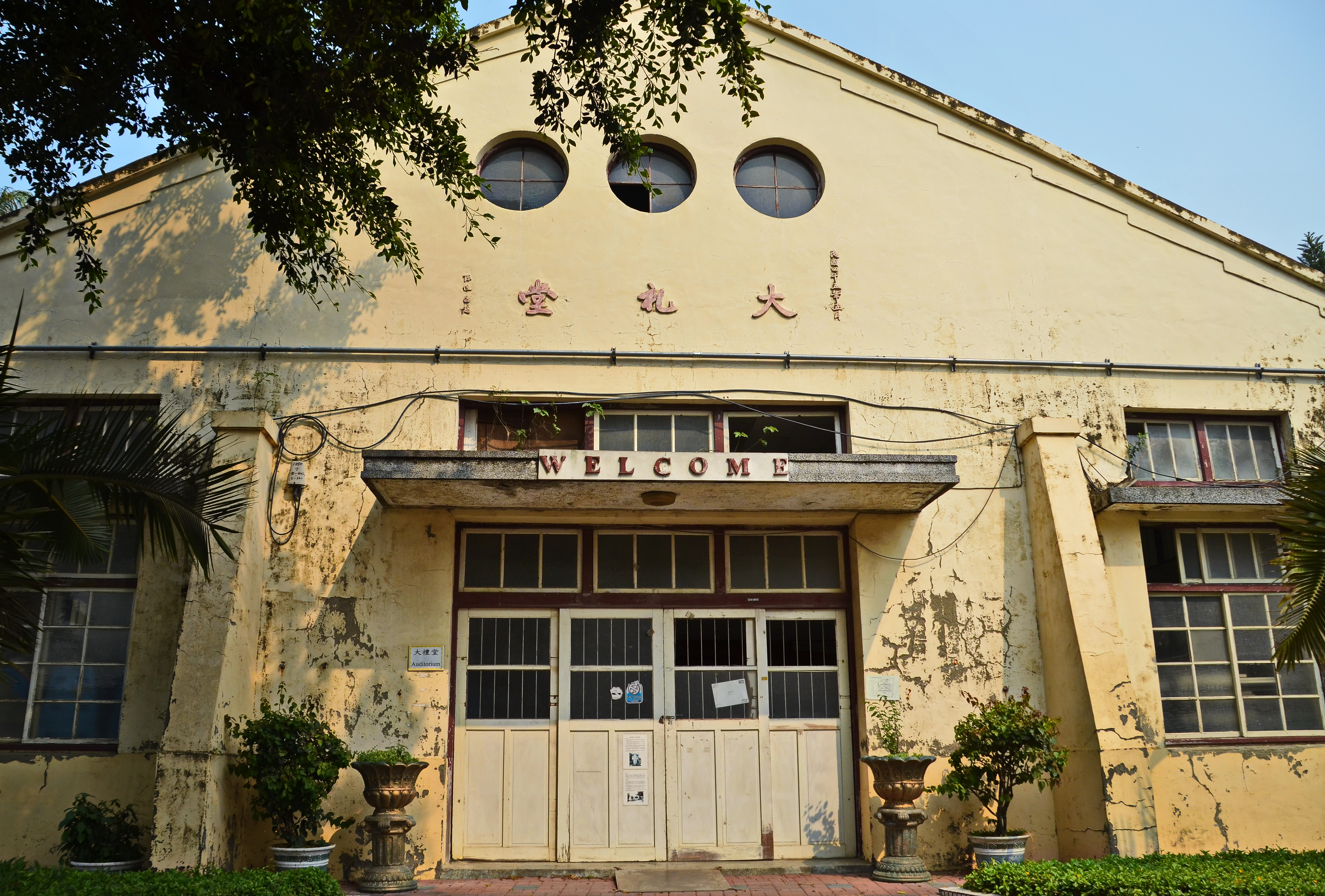
原大禮堂的正立面

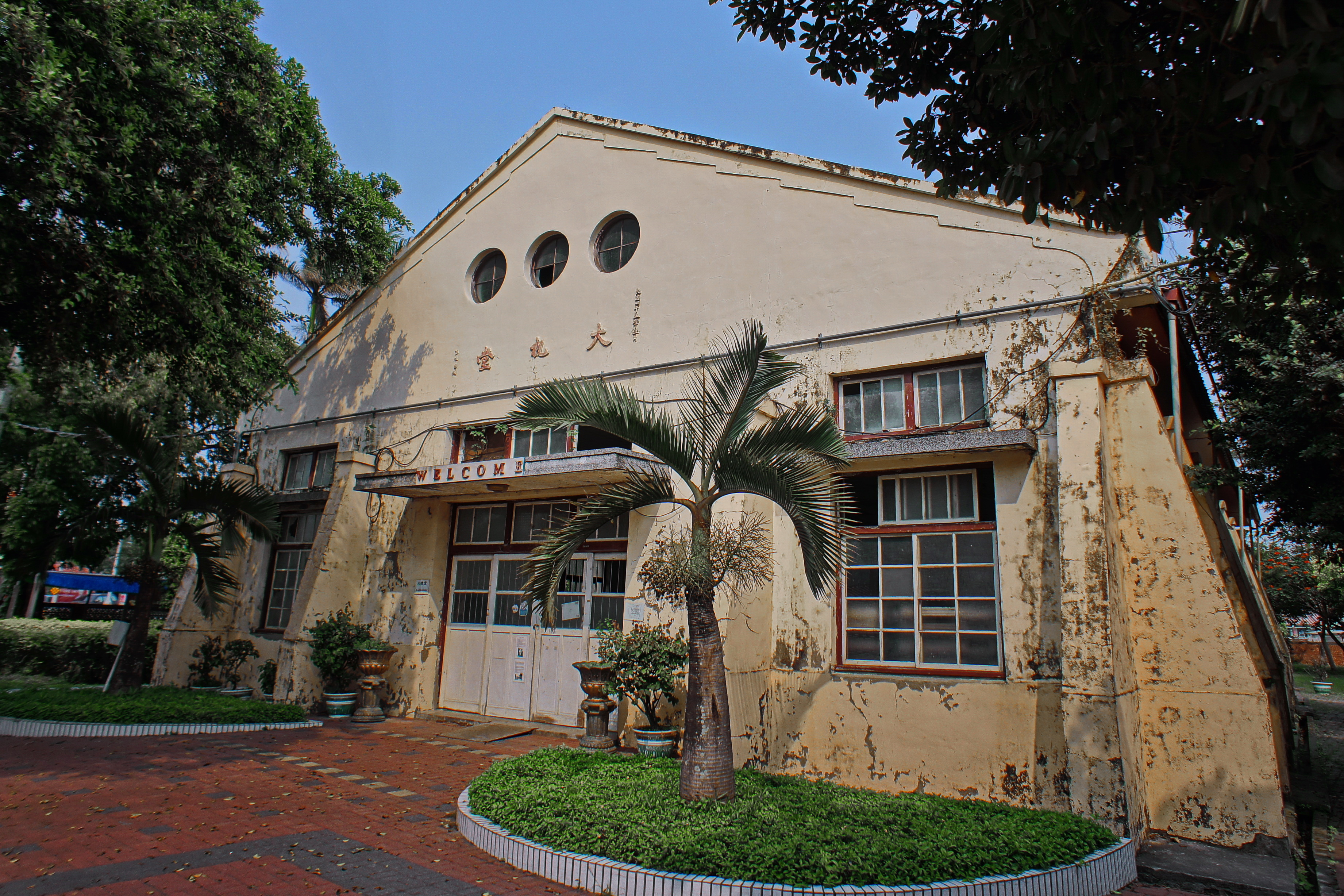
原大禮堂

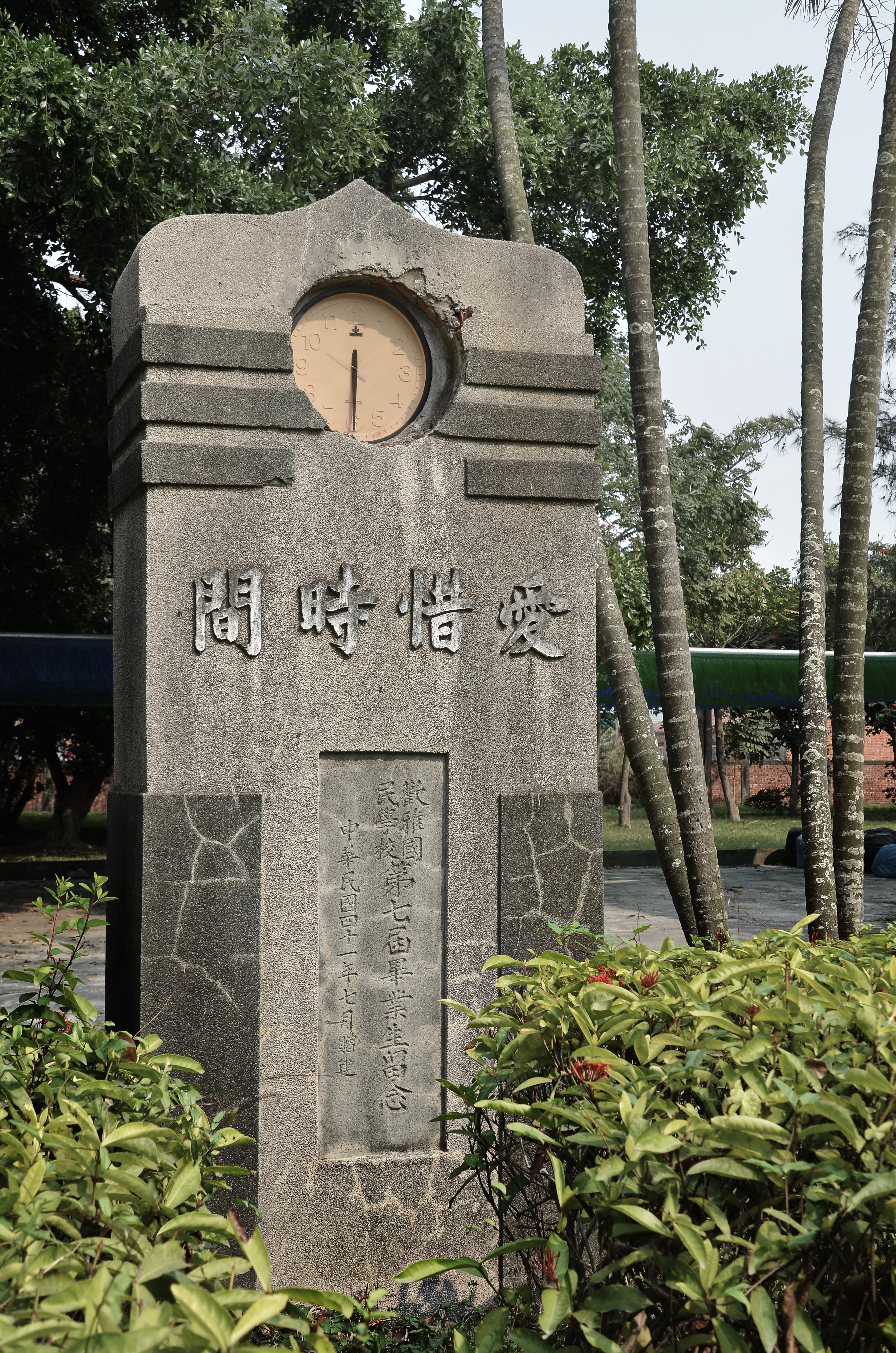
時鐘座

大禮堂為磚造一層樓建築，坐東朝西，屋頂則是木構屋架。正立面有三個圓窗，其下的「大禮堂」三字為當時鹽水鎮長陳行昌所題，而再下方便是設有雨庇的大門。大門兩旁都有設了雨庇的窗戶，而在門窗之間及窗旁共設了四個扶壁。至於禮堂南北面則各設了四扇窗戶與兩扇門，此外還有九個扶壁，東邊則只設了兩個大窗與四個扶壁。
時鐘座位在禮堂北邊，磚造結構外面鋪上洗石子，高有兩公尺。時鐘嵌於上方中央，下面橫書「愛惜時間」四字，在下面則有校友敬贈的碑文。時鐘原為發條式，後改以電池為動力，但因為時鐘現在拔不下來而無法更換電池，所以現在已停止運作。